# Harbona

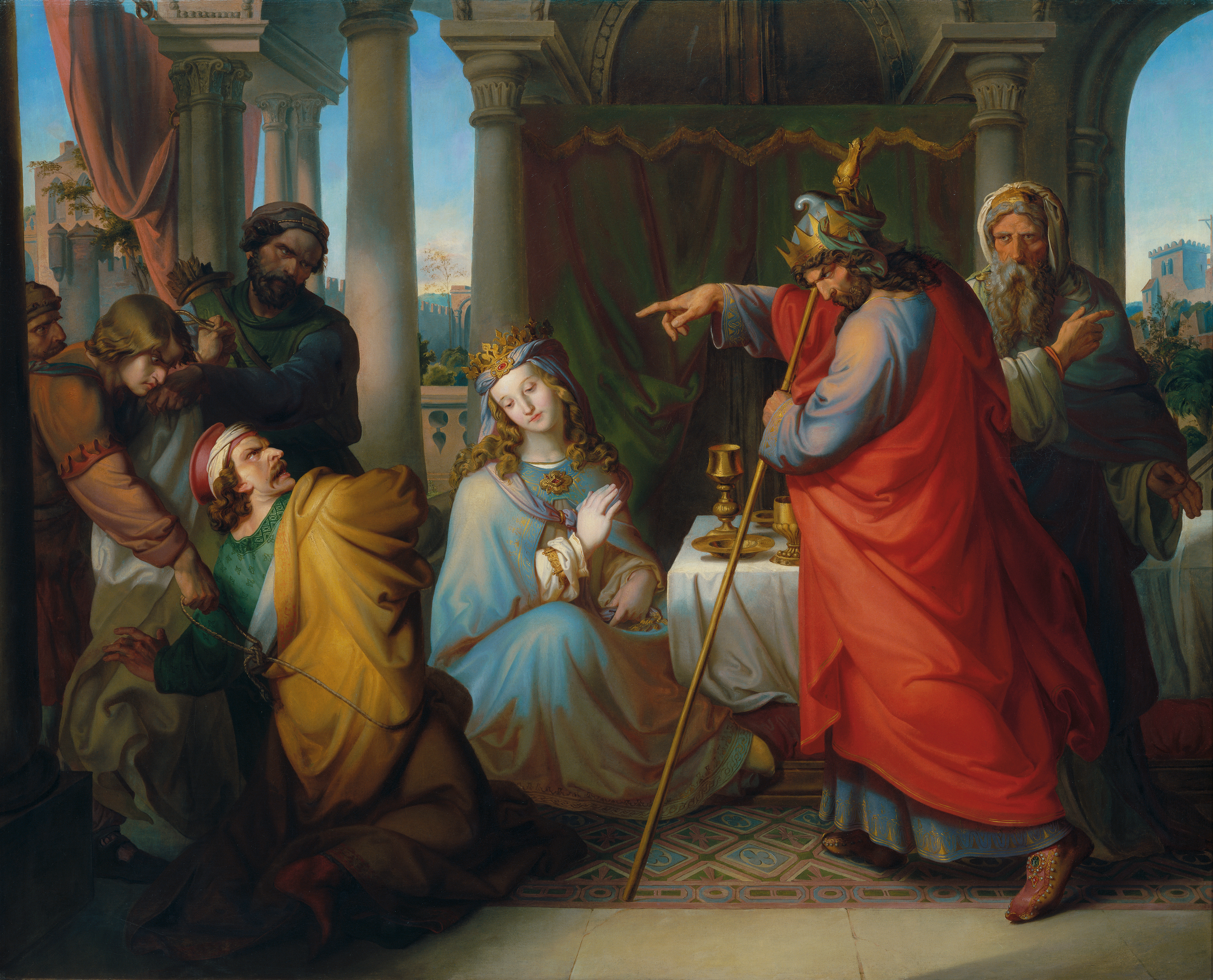
Anton Petter: König Ahasver verurteilt Haman zum Tode, 1835 (Österreichische Galerie Belvedere)

Harbona: hebräisch חַרְבֹונָא Ḥarvōnāʾ ist eine Person der Bibel. 

## Harbona als literarische Figur im Buch Ester
Die Handlung des Buchs Ester spielt am Hof des achämenidischen Königs Ahasveros in Susa, ist aber mit Abstand zu den dargestellten Ereignissen in hellenistischer Zeit geschrieben worden. Zu den Mitteln, mit denen ein persisches Kolorit hergestellt wird, gehört das Auftreten von zwei Siebenergruppen von Hofbeamten (Est 1,10 ) und Gelehrten (Est 1,14 ) mit iranischen bzw. iranisch klingenden Namen im ersten Kapitel. Einer der Hofbeamten heißt Harbona. Verschiedene Studien haben sich mit der iranischen Namenswelt des Buchs Ester befasst, die mehrheitlich (und so auch im Fall des Harbona) als „Kunstnamen“ anzusehen sind, die der Verfasser der biblischen Novelle geschaffen hat.
Während die meisten Nebenpersonen des ersten Kapitels danach vergessen sind, hat Harbona einen weiteren Auftritt in Est 7,9 . Die Handlung hat hier ihren dramatischen Höhepunkt erreicht. Haman fleht Königin Ester um Gnade an, was aber der König, just in diesem Moment eintretend, als sexuelle Annäherung missversteht. Damit ist Hamans Schicksal besiegelt. Nun tritt Harbona unvermittelt auf und enthüllt, dass Haman für Mordechai einen Galgen aufstellen ließ, wovon der Leser längst wusste, Königin und König aber nicht. Mit Harbonas Rede werden die beiden Handlungsstränge des Esterbuchs, der Konflikt Hamans und Mordechais und der Weg Esters am königlichen Hof, miteinander verknüpft.

## Die griechische Version des Buchs Ester
Das Buch Ester ist außer in der hebräischen Fassung des masoretischen Textes in zwei davon erheblich abweichenden griechischen Fassungen überliefert, neben der Septuaginta auch als sogenannter A-Text, der von einigen frühmittelalterlichen Handschriften repräsentiert wird. Harbona kommt in diesen griechischen Versionen nicht vor. Beim Bankett tritt „Bugathan, einer der Eunuchen“ (Septuaginta) bzw. „Agathas, einer seiner Sklaven“ (A-Text) auf und weist den König auf Hamans Galgen hin.

## Rezeption
Die Bankettszene mit Hamans Verurteilung wurde mehrfach zum Thema von Gemälden. Harbona ist dabei als Nebenfigur dargestellt, die an den König herantritt. In dem Ölgemälde Anton Petters z. B. ist Harbona ein Greis, der zum Fenster hinausweist, wo man in der Landschaft den von Haman aufgebauten Galgen erkennt.